# 马托根杰
马托根杰（Madhoganj）是印度北方邦Hardoi县的一个城镇。总人口9861（2001年）。

## 人口
该地2001年总人口9861人，其中男性5320人，女性4541人；0—6岁人口1444人，其中男815人，女629人；识字率60.53%，其中男性为65.64%，女性为54.55%。